# ۵۳ دلو
۵۳ دلو یک ستاره است که در صورت فلکی دلو قرار دارد.